# Polyphaga
Polyphaga este un subordin de insecte coleoptere. Mai jos este lista celor cinci infraordine ale acestui subordin:
- Bostrichiformia
- Cucujiformia
- Elateriformia
- Scarabaeiformia
- Staphyliniformia